# Christina Foerster
Christina Foerster is een Duits bedrijfsleider en bestuurder. Van april 2018 tot december 2019 was ze CEO van de Belgische luchtvaartmaatschappij Brussels Airlines.

## Biografie
Christina Foerster studeerde internationaal management aan de Cornell Johnson Graduate School of Management van de Cornell-universiteit en behaalde een MBA aan de Wharton School van de Universiteit van Pennsylvania in de Verenigde Staten.
Ze begon haar carrière bij het adviesbureau Boston Consulting Group in 1999. In 2002 maakte ze de overstap naar de Duitse luchtvaartmaatschappij Lufthansa, waar ze in 2011 vicevoorzitter van het directiecomité werd. In 2016 kwam de Belgische luchtvaartmaatschappij Brussels Airlines volledig in handen van Lufthansa. In oktober 2016 werd Foerster commercieel directeur van Brussels Airlines. In april 2018 volgde ze Bernard Gustin als CEO van de luchtvaartmaatschappij op. Eind 2019 keerde ze terug naar Duitsland, waar ze lid van het directiecomité van Lufthansa Group werd. Dieter Vranckx volgde haar op als CEO van Brussels Airlines. In juli 2020 werd Foerster tevens covoorzitter van SN Airholding, de holding boven Brussels Airlines, die volledig in handen is van Lufthansa Group. Sinds het vertrek van covoorzitter Jan Smets eind 2020 is Foerster de enige voorzitster van de raad van bestuur van Brussels Airlines. Per 1 juli 2024 vertrok Foerster bij de Lufthansa Group en moest daarmee ook de leiding over Brussels Airlines afstaan.